# Département d'Utracán
Le département d'Utracán est une des 22 subdivisions de la province de La Pampa, en Argentine. Son chef-lieu est la ville de General Acha.
Le département a une superficie de 12 967 km2. Sa population était de 14 504 habitants au recensement de 2001 (source : INDEC).

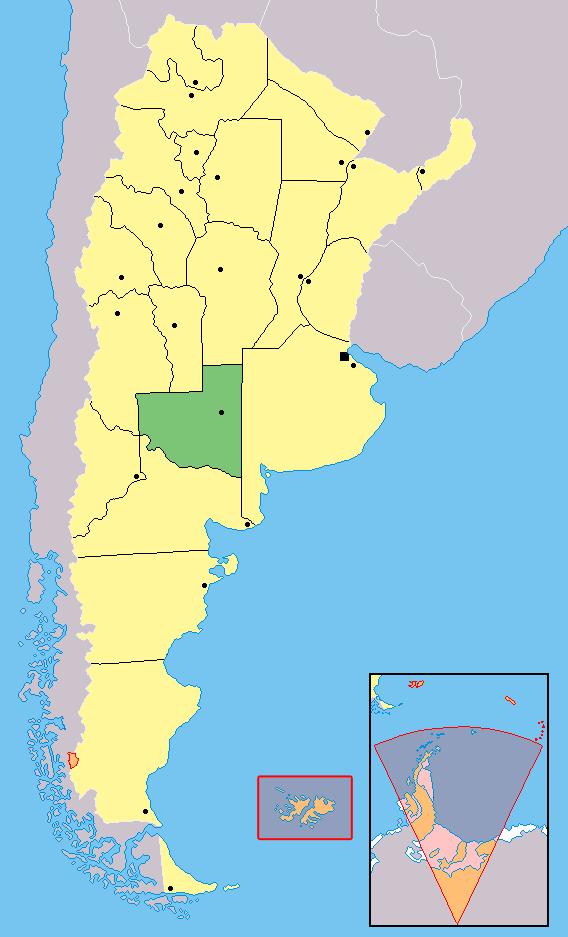
Localisation de la province de La Pampa en Argentine.

## Villes et localités
- Ataliva Roca
- Chacharramendi
- General Acha, chef-lieu
- Quehué
- Unanue